# Le Comte Ory
Le Comte Ory és una òpera bufa en dos actes de Gioachino Rossini, amb llibret d'Eugène Scribe i Charles-Gaspard Delestre-Poirson, basada al seu torn en una comèdia en un acte de Pierre-Antoine de la Place (1785). L'òpera 'estrenà al Théâtre de l'Académie Royale de Musique (Salle Le Peletier) de París el 20 d'agost de 1828. A Catalunya es va estrenar al Teatre de la Santa Creu de Barcelona l'1 de juliol de 1830.
Aquesta és la penúltima òpera de Rossini, només n'escriuria una més: Guillaume Tell (1829).

## Composició
L'Òpera de París esperava una nova òpera de Rossini, ja que tenia l'obligació contractual d'escriure deu òperes noves. Per complir amb aquest requisit i evitar escriure una obra totalment nova, Rossini va decidir muntar un espectacle bufo amb un enginy argumental considerable, aturant així les reclamacions de la direcció del teatre. Alguns fragments de la música procedeix de la seva òpera Il viaggio a Reims escrita tres anys abans per a la coronació de Carles X de França. El primer acte és el més autoplagiat; el segon acte és molt més original, i és el que inclou el meravellós tercet nocturn, delicadament mozartià, que és una de les millors troballes de tota l'òpera. Concretament aprofita 8 números:
- L'escena de la introducció i el preludi precedent, provenen de la introducció d'Il Viaggio,
- La cavatina del Gouverneur aprofita part de l'ària del Milord.
- La cavatina de la Comtessa de Fourmoutiers correspon a la cavatina de la Comtessa de Fleuville.
- El final del primer acte és el gran concertant del Viaggio.
- El duet d'Ory i la Comtessa, correspon al duet entre Corinna i il cavaliere
- Finalment, l'ària de Raimbaud correspon a l'ària de Don Profondo.[4]

## Representacions
La primera representació a Itàlia va ser el 2 de juliol de 1829 traduïda a l'italià, al Teatro San Benedetto de Venècia. A París, Le Comte Ory va romandre en el repertori durant vint anys consecutius, declinant quan l'existència d'una nova escola de cant va fer pràcticament impossible trobar un tenor que assumís el paper protagonista. La lleugeresa, la gràcia afrancesada, però sobretot l'ambigüitat i l'amoralitat d'aquesta òpera no van ser apreciades pel públic italià del segle xix. Encara avui, totalment revalorada per la crítica i integrada en el repertori teatral, segueix sense ser una de les òperes més famoses de Rossini malgrat comptar amb una elevada qualitat musical, de gran coloratura, i un argument divertit.
Es va representar al King's Theatre de Londres en italià el 28 de febrer de 1829. A Catalunya es va estrenar al Teatre de la Santa Creu l'1 de juliol de 1830 i al Liceu el 28 de gener de 1871, on es va representar per última vegada el 1874. A Nova Orleans al Théâtre d'Orléans el 16 de desembre de 1830 i a Nova York el 22 d'agost de 1831.
L'òpera es realitza amb poca freqüència i, entre 2005 i 2009, es feren 187 representacions amb un total de 16 produccions. Aquesta xifra es va incrementar l'abril de 2011, quan l'òpera es va estrenar al Metropolitan Opera de Nova York. L'elenc incloïa a Juan Diego Florez, Diana Damrau i Joyce DiDonato, cantant en una nova producció dirigida per Bartlett Sher.

## Rols en l'estrena
Cantants de l'estrena, 20 d'agost de 1828
| Rol                                    | Veu                   | Director: François Antoine Habeneck |
| -------------------------------------- | --------------------- | ----------------------------------- |
| Comte Ory                              | tenor                 | Adolphe Nourrit                     |
| Tutor                                  | baríton               | Nicolas Levasseur                   |
| Isolier                                | mezzosoprano          | Constance Jawureck                  |
| Raimbaud                               | Henri-Bernard Dabadie |                                     |
| Comtessa de Formoutiers                | soprano               | Laure Cinti-Damoreau                |
| Ragonde                                | mezzosoprano          | Mori                                |
| Alice                                  | soprano               |                                     |
| Cavaller primer                        | tenor                 | Alexis Dupont                       |
| Cavaller segon                         | baritone              | Jean-Étienne-August Eugène Massol   |
| Cavaller tercer                        | baríton               | Henri-Bernard Dabadie the younger   |
| Cavaller quart                         | baríton               | Ferdinand Prévôt                    |
| Cor d'homes, dones, croats i camperols |                       |                                     |

## Argument[calcitació]
Època: Cap a l'any 1200, durant les Croades
Lloc: Turena

### Acte I
Esplanada davant el castell de Formoutiers
El comte Ory és un pocavergonya capaç de fer el que sigui per tal de conquerir una dona. S'ha proposat conquerir Adèle comtessa de Formoutiers, i per a fer-ho fingeix ser un monjo eremita. Amb la complicitat del seu amic Rimbaud, que anuncia a la gent del poble l'arribada d'un savi eremita a qui poden demanar consell, és molt ben rebut entre la gent del poble i li fan tota mena de confidències. Isolier, el patge del comte Ory no el reconeix i li confessa el seu amor per la comtessa Adèle. Després li explica el seu pla per introduir-se dins el castell disfressat de pelegrina.
La comtessa també vol consell del savi i li demana què pot fer per combatre la melancolia que sent. L'eremita li proposa que s'enamori, refiant-se que ho farà d'ell. Ella però, s'enamora d'Isolier. Ory prova de dissuadir-la dient-li que el patge no és una persona de confiança, però finalment no pot controlar la seva frustració i acaba revelant la seva autèntica identitat. L'acte acaba amb l'arribada d'un correu que anuncia la tornada del germà de la comtessa provinent de les croades.

### Acte II
Una gran sala a l'interior del castell
Mentre la comtessa i les seves dames esperen l'arribada del comte esclata una tempesta. Un grup de beates, que també esperen l'arribada dels seus marits de la guerra, demanen aixopluc i la comtessa els en concedeix. En realitat és Ory acompanyat per una colla d'amics que, han decidit copiar-li la idea a Isolier i fer-se passar per unes inofensives dames religioses.
A aquestes beates se'ls ofereix un sopar senzill i les deixen a soles mentre tothom es retira a dormir. Raimbaud assalta el celler del castell i porta vi per a tots els homes que acaben emborratxats. Isolier reconeix a Ory i revela la seva identitat a Adèle i entre tots dos tramen burlar-se'n.
Quan el comte entra a les fosques a la cambra de la comtessa i li agafa la mà, però en realitat està agafant la mà d'Isolier.
A mitjanit arriben els cavallers de les croades i aleshores Isolier assumeix el seu paper com a patge d'Ory ajudant-lo a fugir.